# The New Backwards
The New Backwards to album grupy Coil wydany w 2008 roku jako 12-calowy winyl, CD i digital download w formatach FLAC, aac i mp3, dostępny na oficjalnej stronie Coil. Po raz pierwszy został wydany na winylu w bokssecie z reedycją The Ape of Naples. Na płycie znajduje się zremiksowany i opracowany na nowo materiał znany z demo Backwards nagranego około 1993 roku w studio Nothing Records Trenta Reznora (Nine Inch Nails).
Robocze tytuły materiału z demo nagranego w Nothing Studios brzmiały Backwards, International Dark Skies, God Please Fuck My Mind for Good i The World Ended a Long Time Ago.

## Spis utworów

### CD, FLAC, aac, mp3
1. "Careful What You Wish For" - 9:06
2. "Ayor" - 7:40
3. "Nature Is a Language" - 8:00
4. "Fire of the Green Dragon" - 7:54
5. "Algerian Basses" - 5:02
6. "Copacaballa" - 6:50
7. "Paint Me As a Dead Soul" - 6:31
8. "Backwards" - 5:22
9. "Princess Margaret's Man in the D'jamalfna" - 8:45

## 12-calowy winyl
Side G
1. "Careful What You Wish For" - 9:07
2. "Nature Is a Language" - 8:00
3. "Algerian Basses" - 5:02

Side H
1. "Copacabbala" - 6:49
2. "Paint Me as a Dead Soul" - 6:29
3. "Princess Margaret's Man in the D'Jamalfna" - 8:46

### Backwards demo
1. "Heaven's Blade" – 7:23
2. "Wir-Click-Wir" – 6:21
3. "Elves" – 3:10
4. "Simenon" – 3:49
5. "A.Y.O.R." – 3:51
6. "Spastiche" – 3:09
7. "Crumb Time" – 4:33
8. "March of Time" – 6:03